# Festo
Die Festo SE & Co. KG ist ein Unternehmen der Festo Gruppe, die Steuerungs- und Automatisierungstechnik herstellt und vertreibt. Der Stammsitz ist in Esslingen am Neckar. Die Unternehmensgruppe befindet sich vollständig im Besitz der Familie Stoll.
Weitere wesentliche Unternehmen der Festo Gruppe sind die Festo Vertrieb GmbH & Co. KG in Esslingen am Neckar und die Festo Didactic SE in Denkendorf (Württemberg).

## Kennzahlen

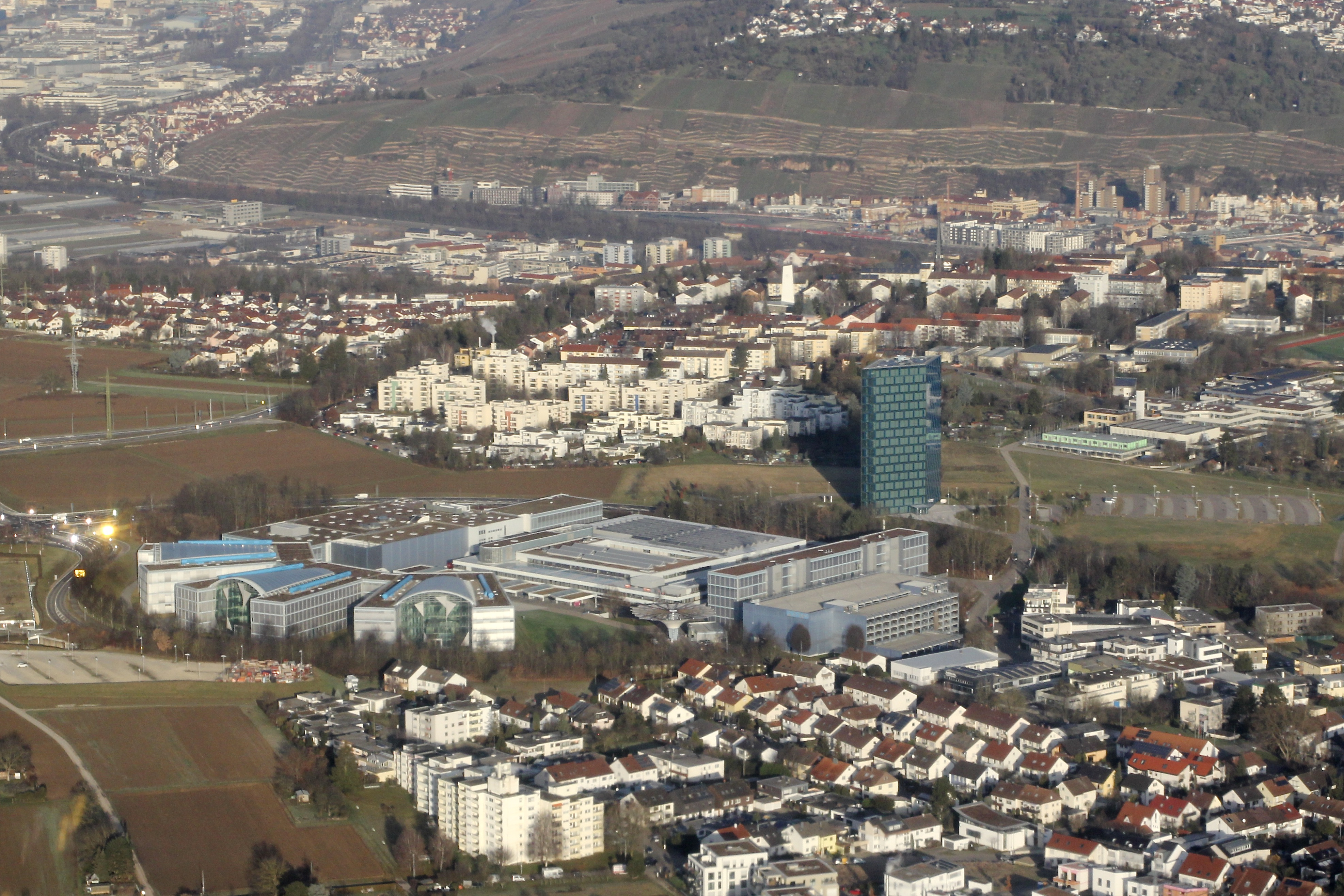
Festo in Esslingen am Neckar

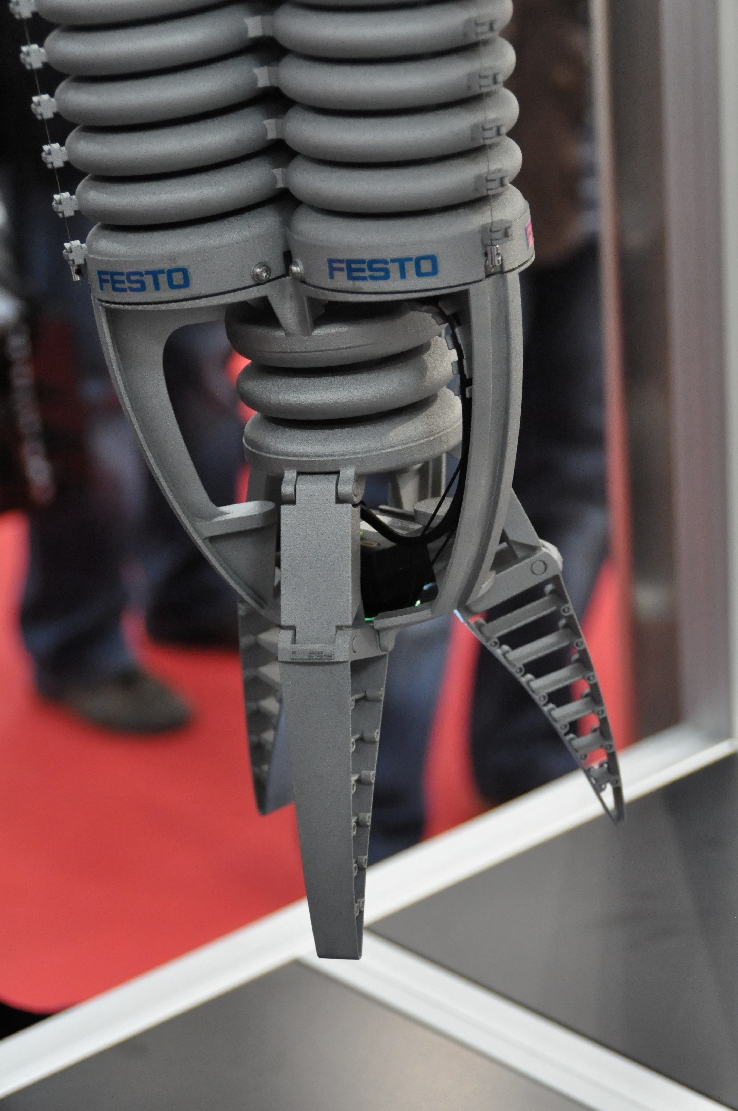
Greifarm

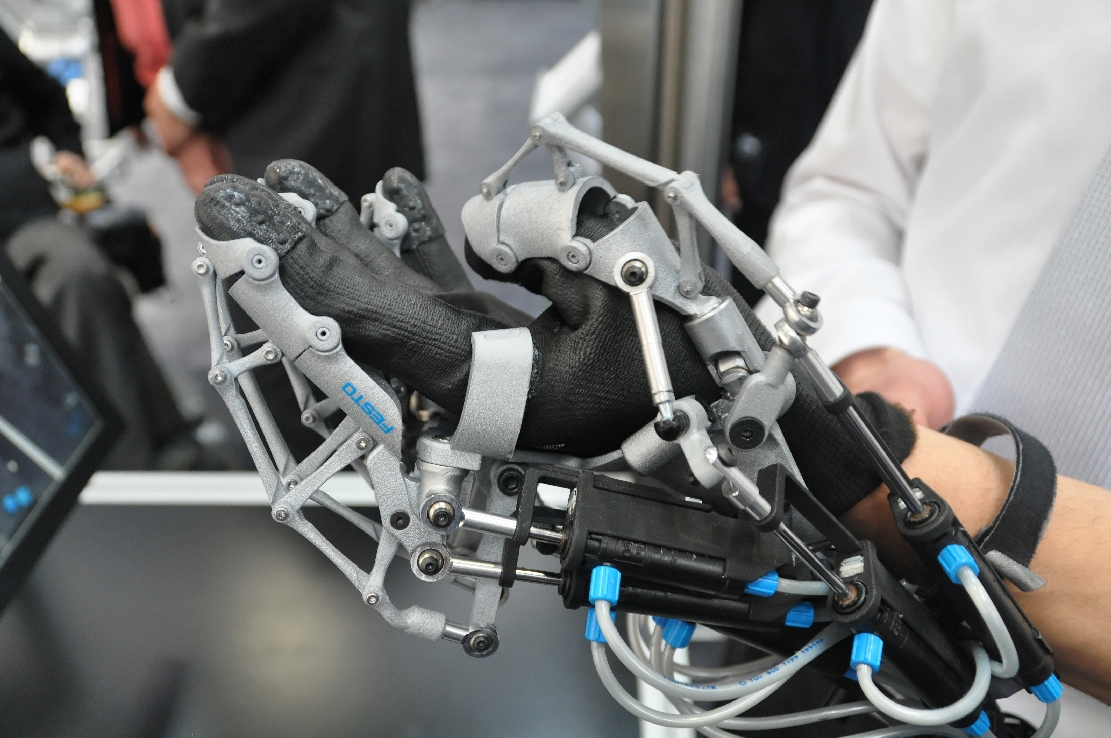
Steuerungsarm

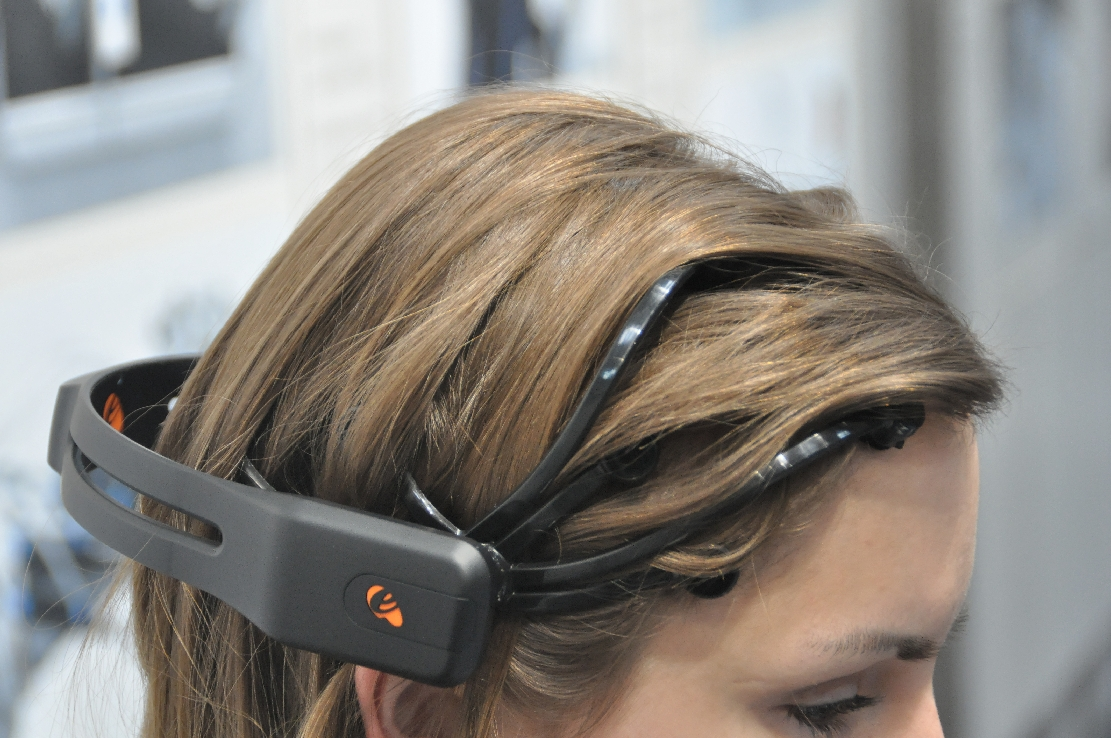
Steuerung mit Hilfe von Gehirnströmen

Weltweit gibt es eigenständige Vertriebs- und Produktionsgesellschaften in 60 Ländern sowie rund 250 Niederlassungen. Mehr als 8 % des Umsatzes werden in die Forschung und Entwicklung investiert, beispielsweise in den Bereichen Energieeffizienz und Industrie 4.0.

## Unternehmensgruppe
- Festo SE & Co. KG
- Festo Vertrieb GmbH & Co. KG
- Festo Didactic SE
- Festo Lernzentrum Saar GmbH
- Festo Microtechnology AG (Schweiz)
- Festo Polymer GmbH
- Eichenberger Gewinde AG (Schweiz)
- Resolto Informatik GmbH
- Certa Kft. (Ungarn)
- Fabco-Air (USA)

## Produktion
Die Festo Unternehmensgruppe verfügt (Stand: Oktober 2022) weltweit über 16 Produktionsstandorte:
- Esslingen am Neckar, Wiebelskirchen, St. Ingbert-Rohrbach, St. Ingbert-Hassel, Ostfildern-Scharnhausen
- Shanghai, Jinan (China)
- Mason (Ohio), USA
- Sao Paulo, Brasilien
- Pieterlen, Schweiz
- Česká Lípa, Tschechien
- Budapest, Ungarn
- Sofia, Smolyan, Bulgarien
- Bangalore, Indien
- Singapore, Singapur

## Geschichte
1925 wurde Festo in Esslingen durch Albert Fezer und Gottlieb Stoll gegründet. Der Markenname Festo leitet sich von den Nachnamen der beiden Gründer ab. Albert Fezer schied bereits im Jahr 1929 aus. Festo produzierte in den ersten Jahrzehnten stationäre Maschinen für die Holzbearbeitung, später auch handgeführte Maschinen wie Fräs-, Bohr- und Schleifmaschinen. Der Bereich Holzbearbeitungswerkzeuge wurde 1992 in einer eigenen Gesellschaft zusammengefasst. Im Jahr 2000 erfolgte die Realteilung von Festo und Festool. Eigentümer beider Konzerne, Festo Beteiligungen GmbH & Co. KG (= Festo) und TTS Tooltechnic Systems Holding AG (= Festool), sind bis heute Mitglieder der Familie Stoll.

## Festo Automatisierungstechnik
In den 1950er Jahren erweiterte das Unternehmen seinen Tätigkeitsbereich. Kurt Stoll – ältester Sohn von Gottlieb Stoll – erkannte das Potential der Nutzung von Druckluft für den Antrieb und die Steuerung in der industriellen Anwendung. Festo stellte 1956 erstmals ein komplettes Programm für den Maschinenbau vor und legte damit den Grundstein für das neue Geschäftsfeld Automatisierungstechnik. Die Nutzung von Druckluft bildete eine Basis der modernen Automatisierungstechnik.
Im selben Jahr gründete Festo erste Auslandsgesellschaften. Mit der Errichtung großer Produktionswerke in den 1960er Jahren wurden diese dann ausgeweitet.
Festo hat kontinuierlich neue Geschäftsfelder eingeführt und Bereiche wie elektrische Automation, Prozessautomation und SupraMotion integriert. Heute werden moderne Technologien wie Piezo-Technologie, sowie Künstliche Intelligenz, Smart Factory und IoT-Technologien in eigene Produkte eingesetzt.
Im Dezember 2015 übernahm Festo die Schweizer Eichenberger Gruppe (Eichenberger Gewinde AG und Eichenberger Motion AG), u. a. zur Ausweitung der Kompetenzen im Bereich elektromechanischer Antriebe. Im April 2018 erfolgte die Akquise der Resolto Informatik GmbH und damit die erste große Investition im Bereich Künstlicher Intelligenz für Industrieanwendungen.

## Festo Didactic
1965 wurde das Geschäftsfeld Lehrmittel und Seminare aufgebaut – mit Schulungsangeboten für Auszubildende, Mitarbeitende und Kunden. 1976 erhielt der Leistungsbereich Didactic die Bezeichnung Festo Didactic und es begann eine Zusammenarbeit mit dem Bundesinstitut für Berufsbildung (BiBB) in Berlin. Gemeinsam mit dem BiBB entwickelte Festo Didactic Ausbildungsmittel für die Berufsausbildung in Deutschland. 1998 wurden Beratungsaktivitäten mit Schwerpunkt TPM und Lean Manufacturing gestartet.

## Forschung
Festo unterstützt seit 2006 das Bionic Learning Network.
Das Unternehmen investiert unter anderem in technische Projekte der Grundlagenforschung (z. B. Biologisierung) und in bionische Projekte, bei denen Phänomene aus der Natur in technische Lösungen übertragen werden. So bildet der SmartBird den Vogelflug nach und BionicOpter den Flug einer Libelle. Das Flugobjekt Air Jelly erhielt 2010 den Designpreis der Bundesrepublik Deutschland. 2010 wurde der Bionische Handling-Assistent von Festo mit dem Deutschen Zukunftspreis ausgezeichnet.
Im Bereich der sog. Future Concepts befasst sich das Unternehmen seit 2013 mit den Potenzialen der Supraleitung in der Automatisierung.